# Honda FC
Honda FC (ホンダFC Honda Efu Shī) là một câu lạc bộ bóng đá Nhật Bản có trụ sở tại Hamamatsu, Shizuoka. Họ thi đấu tại Japan Football League.

## Lịch sử
Câu lạc được thành lập với tên gọi Honda Motor, đội bóng của công nhân Honda năm 1971. Họ lên Japan Soccer League Hạng 2 năm 1975 và JSL Hạng 1 năm 1981; những lần gần nhất với danh hiệu là mùa 1985–86 và 1990–91, khi họ kết thúc ở vị trí thứ ba. Năm 1991 họ vào chung kết của cả Japan Soccer League Cup và Konica Cup, nhưng thua cả hai. Họ cũng đã vào bán kết của Cúp Hoàng đế vào năm 1990 và 1991. Họ tiếp tục ở hạng đấu cao nhất đến mùa kết thúc năm 1992.
Đầu những năm 90, câu lạc bộ cân nhắc việc lên chuyên nghiệp và tham dự J. League. Họ thỉnh cầu việc sáp nhập với câu lạc bộ anh em Honda Motor Sayama F.C. và Urawa sẽ được chọn là trụ sở mới. Tuy nhiên, họ thất bại trong việc thuyết phục công ty chủ quản  Honda Motor khi công ty khẳng định rằng công ty phải tuân thủ nguyên tắc ban đầu đặt ra là tập trung kinh doanh cốt lõi vào sản xuất ô tô.
Với tình hình như thế, rất nhiều cầu thủ rời đi. Đội sau đó thi đấu tại giải Japan Football League Hạng 1 mới được thành lập năm 1992 và kết thúc ở vị trí thứ 9 trong 10 đội. Họ phải xuống Hạng 2 nơi mà họ đã giành ngôi vô địch năm 1993. Hai hạng đấu của JFL được hợp nhất năm 1994 và câu lạc bộ tham gia giải đấu đó.
Năm 1996, họ vô địch JFL. Cũng trong thời gian đó, câu lạc bộ lần thứ hai cố gắng trở thành một câu lạc bộ chuyên nghiệp. Họ xin gia nhập thành viên liên kết J. League dưới tên mới Acute Hamamatsu nhưng sân vận động không đạt tiêu chuẩn và thiếu sự ủng hộ của địa phương (câu lạc bộ chuyên nghiệp gần nhất là Júbilo Iwata, từng là một phần của Yamaha), nên buộc họ phải từ bỏ. Iwata là đối thủ lớn nhất của họ tại JSL các trận đấu giữa họ được gọi là Derby Tenryu (天竜川決戦).
Năm 1999, JFL được tổ chức lại thành JFL mới. Họ thi đấu tại đó từ đó đến giờ.

## Kết quả
| Mùa giải | Hạng           | Vị trí(Số đội) | Trận | Điểm | T  | H  | B  | League Cup | Cúp Hoàng đế             |
| -------- | -------------- | -------------- | ---- | ---- | -- | -- | -- | ---------- | ------------------------ |
| 1971     | Tây Shizuoka   | 1              |      |      |    |    |    | –          | Không vượt qua vòng loại |
| 1972     | Shizuoka       | 1              |      |      |    |    |    | –          | Không vượt qua vòng loại |
| 1973     | Tōkai          | 1 (8)          | 14   | 25   | 12 | 1  | 1  | –          | Vòng 3                   |
| 1974     | Tōkai          | 1 (10)         | 13   | 21   | 9  | 3  | 1  | –          | Vòng 2                   |
| 1975     | JSL Div.2      | 4 (10)         | 18   | 22   | 10 | 2  | 6  | –          | Không vượt qua vòng loại |
| 1976     | JSL Div.2      | 4 (10)         | 18   | 21   | 6  | 9  | 3  | Tứ kết     | Vòng 1                   |
| 1977     | JSL Div.2      | 7 (10)         | 18   | 29   | 8  | 0  | 10 | Bán kết    | Vòng 2                   |
| 1978     | JSL Div.2      | 1 (10)         | 18   | 57   | 14 | 0  | 4  | Tứ kết     | Vòng 2                   |
| 1979     | JSL Div.2      | 4 (10)         | 18   | 44   | 11 | 0  | 7  | Vòng 2     | Vòng 2                   |
| 1980     | JSL Div.2      | 1 (10)         | 18   | 28   | 13 | 2  | 3  | Vòng 1     | Vòng 2                   |
| 1981     | JSL Div.1      | 6 (10)         | 18   | 14   | 5  | 4  | 9  | Tứ kết     | Vòng 2                   |
| 1982     | JSL Div.1      | 9 (10)         | 18   | 14   | 4  | 6  | 8  | Tứ kết     | Vòng 1                   |
| 1983     | JSL Div.1      | 8 (10)         | 18   | 14   | 4  | 6  | 8  | Tứ kết     | Tứ kết                   |
| 1984     | JSL Div.1      | 5 (10)         | 18   | 19   | 7  | 5  | 6  | Bán kết    | Tứ kết                   |
| 1985–86  | JSL Div.1      | 3 (12)         | 22   | 28   | 8  | 12 | 2  | Bán kết    | Vòng 2                   |
| 1986–87  | JSL Div.1      | 9 (12)         | 22   | 20   | 6  | 8  | 8  | Bán kết    | Bán kết                  |
| 1987–88  | JSL Div.1      | 8 (12)         | 22   | 20   | 6  | 8  | 8  | Bán kết    | Tứ kết                   |
| 1988–89  | JSL Div.1      | 9 (12)         | 22   | 27   | 7  | 6  | 9  | Vòng 2     | Tứ kết                   |
| 1989–90  | JSL Div.1      | 6 (12)         | 22   | 22   | 10 | 2  | 10 | Vòng 1     | Vòng 2                   |
| 1990–91  | JSL Div.1      | 3 (12)         | 22   | 38   | 10 | 8  | 4  | Bán kết    | Bán kết                  |
| 1991–92  | JSL Div.1      | 10 (12)        | 22   | 23   | 5  | 8  | 9  | Chung kết  | Bán kết                  |
| 1992     | JFL (cũ) Div.1 | 9 (10)         | 18   | 16   | 4  | 4  | 10 | –          | Vòng 2                   |
| 1993     | JFL (cũ) Div.2 | 1 (10)         | 18   |      | 15 | 0  | 3  | –          | Không vượt qua vòng loại |
| 1994     | JFL (cũ)       | 9 (16)         | 30   |      | 12 | 0  | 18 | –          | Không vượt qua vòng loại |
| 1995     | JFL (cũ)       | 7 (16)         | 30   | 49   | 16 | 0  | 14 | –          | Vòng 1                   |
| 1996     | JFL (cũ)       | 1 (16)         | 30   | 75   | 25 | 0  | 5  | –          | Vòng 3                   |
| 1997     | JFL (cũ)       | 4 (16)         | 30   | 65   | 23 | 0  | 7  | –          | Vòng 3                   |
| 1998     | JFL (cũ)       | 5 (16)         | 30   | 54   | 19 | 0  | 11 | –          | Vòng 4                   |
| 1999     | JFL            | 2 (9)          | 24   | 50   | 18 | 1  | 5  | –          | Vòng 3                   |
| 2000     | JFL            | 2 (12)         | 22   | 49   | 17 | 0  | 5  | –          | Vòng 3                   |
| 2001     | JFL            | 1 (16)         | 30   | 71   | 22 | 5  | 3  | –          | Vòng 3                   |
| 2002     | JFL            | 1 (18)         | 17   | 41   | 13 | 2  | 2  | –          | Vòng 3                   |
| 2003     | JFL            | 2 (16)         | 30   | 67   | 21 | 4  | 5  | –          | Vòng 3                   |
| 2004     | JFL            | 2 (16)         | 30   | 62   | 19 | 5  | 6  | –          | Vòng 4                   |
| 2005     | JFL            | 5 (16)         | 30   | 56   | 17 | 5  | 8  | –          | Vòng 4                   |
| 2006     | JFL            | 1 (18)         | 34   | 83   | 26 | 5  | 3  | –          | Vòng 4                   |
| 2007     | JFL            | 5 (18)         | 34   | 58   | 16 | 10 | 8  | –          | Tứ kết                   |
| 2008     | JFL            | 1 (18)         | 34   | 74   | 22 | 8  | 4  | –          | Vòng 3                   |
| 2009     | JFL            | 7 (18)         | 34   | 51   | 13 | 12 | 9  | –          | Vòng 2                   |
| 2010     | JFL            | 4 (18)         | 34   | 59   | 18 | 5  | 11 | –          | Vòng 2                   |
| 2011     | JFL            | 6 (18)         | 34   | 52   | 15 | 7  | 11 | –          | -                        |
| 2012     | JFL            | 5 (17)         | 32   | 53   | 16 | 5  | 11 | –          | -                        |
| 2013     | JFL            | 5 (18)         | 34   | 53   | 14 | 11 | 9  | –          | -                        |
| 2014     | JFL            | 1 (14)         | 26   | 53   | 16 | 5  | 5  | –          | -                        |
| 2015     | JFL            | 3 (16)         | 30   | 68   | 21 | 5  | 4  | –          | -                        |

Nguồn: JFL, Honda FC website Lưu trữ ngày 4 tháng 10 năm 2011 tại Wayback Machine

## Danh hiệu
- Japan Soccer League Hạng 2
  - Vô địch (2): 1978, 1980
- Japan Football League (cũ)
  - Vô địch (1): 1996
- Japan Football League (cũ) Hạng 2
  - Vô địch (1): 1993
- Japan Football League
  - Vô địch (5): 2001, 2002, 2006, 2008, 2014
  - Á quân (4): 1999, 2000, 2003, 2004
- Giải bóng đá vô địch toàn Nhật Bản
  - Vô địch (2): 1974, 1999
- Konica Cup
  - Á quân (1): 1991

## Đội hình hiện tại
Tính tới 25 tháng 7 năm 2011

Ghi chú: Quốc kỳ chỉ đội tuyển quốc gia được xác định rõ trong điều lệ tư cách FIFA. Các cầu thủ có thể giữ hơn một quốc tịch ngoài FIFA.
| Số | VT | Quốc gia | Cầu thủ            |
| -- | -- | -------- | ------------------ |
| 1  | TM | Nhật Bản | Yūki Shimizutani   |
| 2  | HV | Nhật Bản | Masayuki Kawashima |
| 3  | HV | Nhật Bản | Yūhei Nakagawa     |
| 4  | HV | Nhật Bản | Hiroyuki Abe       |
| 5  | TV | Nhật Bản | Yasunao Makino     |
| 6  | TV | Nhật Bản | Masashi Sudo       |
| 7  | TV | Nhật Bản | Shota Itokazu      |
| 8  | TV | Nhật Bản | Nozomi Nishi       |
| 9  | TĐ | Nhật Bản | Kichi Iga          |
| 10 | TV | Nhật Bản | Junichiro Shibata  |
| 11 | TV | Nhật Bản | Ryuta Hosokai      |
| 12 | TM | Nhật Bản | Gen Nakamura       |

| Số | VT | Quốc gia    | Cầu thủ                        |
| -- | -- | ----------- | ------------------------------ |
| 13 | HV | Nhật Bản    | Daiki Asada                    |
| 14 | HV | Nhật Bản    | Ryu Okeda                      |
| 15 | TĐ | Nhật Bản    | Tatsuya Saito                  |
| 16 | TV | Nhật Bản    | Takahiro Tsuchiya (đội trưởng) |
| 17 | TV | Nhật Bản    | Yūya Nakamura                  |
| 18 | TĐ | Nhật Bản    | Taisei Kawano                  |
| 19 | TV | Nhật Bản    | Taisuke Fukaya                 |
| 21 | TM | Nhật Bản    | Yūichiiro Isikawa              |
| 22 | HV | Nhật Bản    | Takumi Oguri                   |
| 24 | TV | Nhật Bản    | Daiki Kagawa                   |
| 29 | TM | Việt Nam    | DANG BAO TOAN                  |
| 25 | HV | Tây Ban Nha | Ben Vargas                     |
| 26 | TĐ | Gambia      | Poloist Suome                  |